# Lindsbjerg Dysse
Der Lindsbjerg Dysse (dänisch auch Lindbjerg oder Lindsbjerg Bakke) ist eine Megalithanlage der Trichterbecherkultur (TBK), die etwa 300 m östlich von Kalvehave im Südosten der dänischen Insel Ærø liegt und zwischen 3500 und 2800 v. Chr. entstand. Bei dem Großsteingrab handelt es sich nicht, obwohl der Name dies besagt, um einen Dolmen, sondern um eines der wenigen Ganggräber mit zwei Kammern im Langhügel, die auf den süddänischen Inseln liegen.
Das Ganggrab ist eine Bauform jungsteinzeitlicher Megalithanlagen, die aus einer Kammer und einem baulich abgesetzten, lateralen Gang besteht. Diese Form ist primär in Dänemark, Deutschland und Skandinavien, sowie vereinzelt in Frankreich und den Niederlanden zu finden. Neolithische Monumente sind Ausdruck der Kultur und Ideologie neolithischer Gesellschaften. Ihre Entstehung und Funktion gelten als Kennzeichen der sozialen Entwicklung.

## Beschreibung
Das Hünenbett ist 27,5 m lang, sechs Meter breit und einen Meter hoch. Von den Randsteinen des Hügels sind nur wenige im östlichen Bereich erhalten. Es hat zwei kleine gestörte Kammern, von denen im Wesentlichen nur die Tragsteine erhalten sind. Die mit nicht mehr erkennbaren Gängen zu erschließenden Kammern scheinen oval gewesen zu sein. Die Zerstörung geht auf die deutsche Besetzung während des Zweiten Weltkrieges zurück, die die Anlage als Flakstellung verwendete, und auf das National-Museum, das 1945 eine missglückte Wiederherstellung unternahm. Doppelganggräber haben meist eine gemeinsame Zwischenwand. Einige liegen jedoch als getrennte Anlagen, eng benachbart, im selben Hügel.
In der Nähe liegt das Ganggrab von Kragnæs.